# Calohypnum
Calohypnum là một chi rêu trong họ Hypnaceae.